# Parafia św. Maksymiliana Marii Kolbego w Gdyni
Parafia pw. Świętego Maksymiliana Marii Kolbego w Gdyni – parafia rzymskokatolicka usytuowana w dzielnicy Witomino w Gdyni. Należy do dekanatu Gdynia-Śródmieście, który należy z kolei do archidiecezji gdańskiej.
Od 2008 r. proboszczem parafii jest ks. Władysław Pałys.

## Historia
- 12 kwietnia 1984 r. – ustanowienie parafii